# MMCX接口
MMCX接口是一种同轴射频连接器，遵照欧洲电子元器件委员会22000传输规范。
MMCX接口于1990年代研发，采用插入卡紧的连接方式，可以360度旋转。通常其特性阻抗为50欧姆。MMCX接口常见于个人电脑的无线PC卡上的天线接口，和一些PDA和GPS导航设备的GPS通讯天线插口上。在一部分的入耳式耳机上，也会使用到MMCX接口，以便更换数据线。